# A Groovy Kind of Love
A Groovy Kind of Love ist der Titel eines von Toni Wine (Text) und Carole Bayer Sager (Musik) im Jahre 1965 geschriebenen Popsongs, der sich 1966 in der Version der Mindbenders zum Millionenseller entwickelte.

## Entstehungsgeschichte
Das Lied entstand aus einer Laune, als Carole Bayer Sager erstmals von dem neuen Jugendausdruck „groovy“ (toll, super) hörte. Sie komponierte das Lied zusammen mit Toni Wine während ihres Studiums an der New Yorker High School of Music & Art. Beide versuchten, das neue Modewort in einer Komposition unterzubringen und experimentierten mit verschiedenen Varianten. Carole hatte die Idee von „Groovy Kinda…“, woraus sich schließlich „Groovy Kind of Love“ entwickelte. Das gesamte Lied war in 20 Minuten fertiggestellt. Der Text handelt von einem Protagonisten, der die sehr glückliche („groovy“) Beziehung zu seiner Geliebten lobt – bei Trauer und gegenseitiger Nähe. Die Musik basiert auf den ersten 8 Takten von Muzio Clementis Klaviersonatine G-Dur op. 36 Nr. 5 von 1797, 3. Satz, Rondo (Allegro di molto). Clementi sieht ein deutlich schnelleres Tempo vor als die spätere Pop-Ballade. Auch wenn lediglich Tony Wine und Carole Bayer, nicht aber Muzio Clementi, als Autoren genannt werden, handelt es sich um kein Plagiat im juristischen Sinne, da das Musikwerk gemeinfrei ist. Die ersten zwei Takte der Sonatine werden im Popsong nach dem achten Takt wiederholt, um den Eindruck eines Refrains zu erzielen.
Der kompositorische Aufbau des Liedes beruht auf einer Progression, bei der ein Akkord pro Takt verwendet wird. Die Melodie trifft die Basslinie am Taktende bei jeder zehnten Note, gefolgt von einer Suspension, um dann mit jedem dritten und vierten Takt die Tonhöhe zu verringern. Diese Akkordfolge stellt sich wie folgt dar:

“[…] when you're close to [IV] me,
I can feel your [IIIm] heart beat
I can hear you [IIm] breathing
near my [V] ear.
wouldn't you a[I]gree […]”

Diese Tonfolge war zur Zeit der Entstehung des Liedes noch nicht weit verbreitet.

Mindbenders - A Groovy Kind of Love (1965)

Zunächst sollte Lesley Gore diese erste Komposition von Carole Bayer Sager übernehmen, doch Gores Musikproduzent Shelby Singleton verlangte die Weglassung des Slang-Wortes „groovy“. Die Texterin lehnte ab, ihre Freundin Gore durfte deshalb das Lied nicht aufnehmen. Das Original wurde anstatt dessen vom unbekannten Mädchen-Duo Diane and Annita aufgenommen. Diane Hall und Annita Ray brachten es unter dem Titel „A Groovey Kind of Love“ auf der EP One by One heraus, die im Oktober 1965 nur in Frankreich auf den Markt kam (Vogue Int. 18035). Der hieraus als Single ausgekoppelte Titelsong One by One (Wand 1100) erschien im November 1965 in den USA.

## Mindbenders
Leadsänger Wayne Fontana hatte die Band Wayne Fontana & The Mindbenders im Oktober 1965 während eines Auftrittes verlassen, so dass sie danach als Mindbenders auftrat. Die Gruppe erhielt A Groovy Kind of Love über die Londoner Niederlassung des Musikverlages Screen Gems music publishing company, bei dem das Original verwaltet wurde. Sie wählte im November 1965 ebenfalls die Form der Ballade. Die Aufnahme von A Groovy Kind of Love erfolgte ohne Wayne Fontana, Gitarrist Eric Stewart übernahm dessen Gesangspart. Stewarts schwache Stimme wurde durch Overdubbing verdoppelt, was ihr mehr Ausdruckskraft verlieh. Die Single A Groovy Kind of Love / Love is Good von den Mindbenders (Fontana TF 644) kam im Dezember 1965 auf den Markt und verkaufte in Großbritannien auf Anhieb 250.000 Exemplare, insgesamt eine Million. Die Single erreichte in den USA Platz 2 der Billboard Hot 100 und in Großbritannien Platz 2 der UK Top 40.
Simon & Garfunkel griffen das Wort „groovy“ in ihrem am 16. August 1966 aufgenommenen Hit The 59th Street Bridge Song (Feelin' Groovy) auf. A Groovy Kind of Love von den Mindbenders erhielt 1966 einen BMI-Award und wird von BMI an Rang 73 der 100 besten Songs des Jahrhunderts geführt.

## Phil Collins-Version

### Chartplatzierungen

Phil Collins - A Groovy Kind of Love (1988)

Phil Collins (LP Buster; August 1988) machte daraus noch einmal einen Welthit, denn dessen Version aus dem Soundtrack zum Kinofilm Buster wurde zum Nummer-eins-Hit in den USA, Großbritannien, Irland, der Schweiz, den Niederlanden und Australien. Ursprünglich wollte Collins ein anderes Lied für den Film aufnehmen, entschied sich aber für A Groovy Kind of Love, nachdem er eine Demoaufnahme des Stückes gehört hatte. Die 1960er-Tunes der Komposition passten nach seiner Meinung besser zur Handlung des Films, der ebenfalls in den 1960er-Jahren spielt. Als Collins das Lied aufgriff, war der Jugendslang „groovy“ längst aus der Mode gekommen; auch seine Version verkaufte mehr als eine Million Exemplare. In den deutschen Charts notierte die Single auf Platz 3, in Österreich auf Platz 6.
| ChartsChartplatzierungen       | Höchstplatzierung | Wochen/ Monate |
| ------------------------------ | ----------------- | -------------- |
| Deutschland (GfK)              | 3 (21 Wo.)        | 21 Wo.         |
| Österreich (Ö3)                | 6 (4 Mt.)         | 4 Mt.          |
| Schweiz (IFPI)                 | 1 (22 Wo.)        | 22 Wo.         |
| Vereinigte Staaten (Billboard) | 1 (25 Wo.)        | 25 Wo.         |
| Vereinigtes Königreich (OCC)   | 1 (15 Wo.)        | 15 Wo.         |

| ChartsJahrescharts (1988)      | Platzierung |
| ------------------------------ | ----------- |
| Deutschland (GfK)              | 40          |
| Vereinigte Staaten (Billboard) | 29          |
| Vereinigtes Königreich (OCC)   | 7           |

### Auszeichnungen für Musikverkäufe
| Land/Region                  | Auszeichnungen für Musikverkäufe (Land/Region, Auszeichnung, Verkäufe) | Verkäufe  |
| ---------------------------- | ---------------------------------------------------------------------- | --------- |
| Australien (ARIA)            | Gold                                                                   | 35.000    |
| Deutschland (BVMI)           | Gold                                                                   | 250.000   |
| Neuseeland (RMNZ)            | Gold                                                                   | 15.000    |
| Schweden (IFPI)              | Gold                                                                   | 25.000    |
| Schweiz (IFPI)               | Gold                                                                   | 25.000    |
| Vereinigte Staaten (RIAA)    | Gold                                                                   | 500.000   |
| Vereinigtes Königreich (BPI) | Silber                                                                 | 250.000   |
| Insgesamt                    | 1× Silber · 6× Gold ·                                                  | 1.100.000 |

Hauptartikel: Phil Collins/Auszeichnungen für Musikverkäufe

## Weitere Coverversionen
Es gibt mindestens 44 Coverversionen. Patti LaBelle brachte eine Pop-Fassung heraus (Januar 1966), gefolgt von Duane Eddys Instrumental (Juli 1966), Graham Bonney (LP Super Girl; September 1966), Mrs. Miller (Dezember 1966), Sonny & Cher (LP In Case You're in Love; März 1967), Gene Pitney (LP Golden Greats; Juni 1967), Petula Clark (Juni 1967) oder Les Gray (Februar 1977).
Neil Diamond brachte auf seinem Album Up on the Roof: Songs from the Brill Building (September 1993) eine weitere Fassung auf den Markt.
Ferner gehörte das Lied zum Soundtrack des Films Wedding Planner – Verliebt, verlobt, verplant und der Fernsehserie Friends.